# بحر الخفيف
بحر الخفيف أحد بحور الشعر، وسمي بالخفيف (لأنه أخف السباعيات).

## الزحافات والعلل في البحر الخفيف
يجوز في الخفيف:

### في (فَاعِلاَتُنْ)
1. الخَبْنُ (حذف الثاني الساكن)، فتصير به (فَاعِلاَتُنْ): (فَعِلاَتُنْ).
2. الكَفُّ (حذف السابع الساكن)، فتصير به (فَاعِلاَتُنْ): (فَاعِلاَتُ).
3. الشَّكْلُ (حذف الثاني والسابع الساكنين)، فتصير به (فَاعِلاَتُنْ): (فَعِلاَتُ).
4. التٓشْعِيثْ (حذف الثاني المتحرك)، فتصير به (فٓاعِلآتُنْ): (فٓالآتُنْ).
5. الحذف (حذف السادس المتحرك والسابع الساكن)، فتصير به (فٓاعِلآتُنْ): (فٓاعِلآ).

### في (مُسْتَفْعِلُنْ)
1. الخَبْنُ (حذف الثاني الساكن)، فتصير به (مُسْتَفْعِ.لُنْ): (مُتَفْعِلُنْ).
2. الكَفُّ (حذف السابع الساكن)، فتصير به (مُسْتَفْعِ.لُنْ): (مُسْتَفْعِلُ).
3. الشَّكْلُ (حذف الثاني والسابع الساكنين)، فتصير به (مُسْتَفْعِ.لُنْ): (مُتَفْعِلُ).

وتجري هذه الزحافات وفق قاعدة المعاقبة: فإذا دخل الخَبْن تفعيلة منه، سلمت التي قبلها من الكَفّ، وإذا دخلها الكَفّ سلمت التي بعدها من الخَبْن، وإذا دخلها الشَّكْل سلمت التفعيلة التي قبلها من الكَفّ، والتي بعدها من الخَبْن. والخبن فيه حسن، والكفّ صالح، والشكل قبيح.
من الأبيات على هذا الوزن قول المتنبي: